# Pluto TV
Pluto TV è una piattaforma di streaming FAST statunitense di proprietà di Paramount Streaming, sussidiaria di Paramount Skydance Corporation. È composto da un servizio di video on demand (AVOD) e una selezione di canali tematici progettati per emulare l'esperienza della televisione lineare. Sia i contenuti on demand e sia quelli lineari sono gratuiti e supportati dalla pubblicità. Pluto TV è disponibile attraverso browser web, iOS, Android,  Xbox e smart tv

## Storia

### Inizi (2013-2019)
Nell'agosto del 2013 viene fondata da Thomas V. Ryan, Ilya Pozin e Nick Grouf la Pluto Inc. Tra il 2013 e il 2014 la società raccoglie 13 milioni di dollari di finanziamento.
Pluto TV viene lanciata come sito web il 31 marzo 2014. Originariamente era stato sviluppato per fornire online canali già esistenti, offrendo una lista di quasi 100 canali categorizzati con contenuti forniti da varie piattaforme di condivisione video, come YouTube, Vimeo e Dailymotion, nonché contenuti aggiuntivi forniti tramite partnership da reti televisive.
Il 1º luglio 2015, Pluto TV ha annunciato di aver firmato un accordo con Hulu per la distribuzione di contenuti video supportati da pubblicità, disponibili gratuitamente sul sito Web di Hulu, inclusi gli episodi della stagione in corso dei programmi di ABC, NBC e Fox, serie televisive recenti e più vecchie e programmi animati nazionali e stranieri. Secondo l'accordo, Hulu avrebbe gestito la pubblicità per i contenuti resi disponibili attraverso Pluto TV. Oltre che con Hulu, Pluto TV ha raggiunto un accordo di distribuzione con AOL, Endemol, YouTube.
Nei mesi successivi 20 canali aggiuntivi (con contenuti di AwesomenessTV, IGN, Cracked, DHX Media, Just For Laughs, Newsy, Legendary Digital Networks e The Onion) sono stati aggiunti al servizio, portando il numero totale di canali offerti a 120.
Il 15 maggio 2016, Pluto TV ha firmato un accordo con Sony per rendere disponibile l'app Pluto TV sullo store di PlayStation 3 e PlayStation 4.
Il 15 maggio 2017, Pluto TV ha lanciato una tradizionale offerta di video on demand, componendo una vasta libreria di film e programmi televisivi concessi in licenza da distributori come Metro-Goldwyn-Mayer, Viacom, Sony Pictures, DHX Media, Nelvana, Fremantle, Monstercat e King Features Syndicate.
Il 15 marzo 2018, Pluto TV ha stipulato una partnership con SpotX per fornire servizi di monetizzazione pubblicitaria per Pluto. Il 1º agosto 2018, Vizio ha lanciato una nuova piattaforma di streaming supportata da pubblicità basata su Pluto TV, chiamata WatchFree. Questo servizio è integrato in diversi modelli della linea di smart TV Vizio connesse a Internet, in particolare quelli che supportano il suo sistema operativo SmartCast.
Il 1º ottobre 2018, Pluto TV è arrivata in Europa con il lancio di una piattaforma all'interno di Now TV nel Regno Unito, offrendo una lista iniziale di 12 canali selezionati. Il 4 dicembre 2018 Pluto TV è stata lanciata in Germania e Austria, anche attraverso un separato accordo di collaborazione con Sky, con i contenuti dell'app resi disponibili inizialmente tramite la chiavetta Sky TV; il servizio tedesco/austriaco inizialmente comprendeva una lista di 15 canali di streaming.

### Acquisizione da parte di Viacom, ora Paramount (dal 2019)
Il 22 gennaio 2019 Viacom ha fatto un'offerta di acquisizione di Pluto Inc. per 340 milioni di dollari. L'accordo è stato completato il 4 marzo 2019. Il 18 marzo 2019, Viacom ha annunciato l'intenzione di lanciare Pluto TV in tutto il mondo.
Il 1º maggio 2019, Pluto TV ha introdotto i canali di proprietà di Viacom, inclusi contenuti di Paramount Network, Nickelodeon, BET, Comedy Central, VH1, Logo, TV Land, Spike e MTV. I canali gratuiti non sono simulcast delle reti omonime, poiché le restrizioni contrattuali con i fornitori impediscono di distribuire i canali lineari completi, e si concentrano principalmente su contenuti e serie d'archivio che Pluto TV ha acquisito da altri fornitori di contenuti.
Il 13 agosto 2019, National Amusements ha annunciato che Viacom e CBS Corporation si sarebbero fuse in un'unica entità chiamata ViacomCBS. Pluto TV aveva giá al suo interno alcuni canali CBS gratuiti, gli altri sono stati aggiunti al servizio il 13 novembre 2019, prima della chiusura della fusione.
Nel settembre 2019, Pluto TV è diventato disponibile in Europa, su dispositivi mobili in Germania, Austria, Svizzera e Regno Unito.
Il 3 febbraio 2020, ViacomCBS ha annunciato che Pluto TV sarebbe stato lanciato in tutta l'America alla fine di marzo, offrendo 17 canali disponibili in spagnolo e portoghese al momento del lancio; ulteriori canali sarebbero stati aggiunti entro la fine del 2020. Il servizio doveva essere lanciato in Brasile nel dicembre 2020, ma il lancio è stato anticipato al 17 novembre 2020.
Nel gennaio 2020, Pluto TV ha presentato un nuovo logo al CES 2020 e in seguito ha presentato una riprogettazione delle sue app. L'interfaccia ridisegnata, senza il nuovo logo, è stata distribuita al sito Web e all'app desktop il 21 febbraio, su Roku il 26 febbraio e sui dispositivi Android e sulle altre piattaforme il 2 marzo.
L'8 ottobre 2020 ViacomCBS ha annunciato che Pluto TV sarebbe stata lanciata in Spagna, Italia e Francia, con 40 canali e migliaia di ore di contenuti on-demand.
Il 26 ottobre 2020, il servizio è stato lanciato in Spagna con 40 canali tematici ed esclusivi con l'obiettivo di raggiungere fino a 50 canali entro la fine del 2020, mentre l'8 febbraio 2021 Pluto TV sbarca in Francia.
Il 22 settembre 2021, ViacomCBS Networks International ha annunciato che, dal 28 ottobre dello stesso anno, la piattaforma sarebbe stata resa disponibile in Italia con 40 canali gratuiti. La raccolta pubblicitaria è gestita da Sky Media.
A partire da ottobre 2022, Pluto TV ha circa 72 milioni di utenti attivi mensili a livello globale.
Nel giugno 2024 Pluto TV e Fremantle annunciano un accordo per l'aggiunta di nuovi canali sulla piattaforma.

## Disponibilità nel mondo
Pluto Tv è visibile nelle Americhe, in gran parte dell'Europa occidentale e in Australia. Ogni versione nazionale di Pluto Tv ha la sua programmazione tipica.
Paesi in cui Pluto TV è disponibile:
- Stati Uniti d'America
- Regno Unito
- Germania
- Italia
- Francia
- Spagna
- Austria
- Svizzera
- Australia
- Brasile
- America Latina
- Canada
- Danimarca
- Svezia
- Norvegia

## Loghi

31 marzo 2014 - 25 gennaio 2024
In uso dal 25 gennaio 2024